# ロワール＝オシオン
ロワール＝オシオン （Loire-Authion）は、フランス、ペイ・ド・ラ・ロワール地域圏、メーヌ＝エ＝ロワール県のコミューン。2016年1月1日に創設されたコミューン・ヌーヴェルである。

## 地理
アンジェの人口集塊の東側にある。ロワール川の南側からボージョワ地方の北側丘陵に広がる、オシオン川谷の下部にある。

## 歴史
2015年12月7日、県条例によって、ラ・メニトレを除く自治体間連合ヴァレ・ロワール・オシオン（fr）に属するコミューン、アンダール、ボーネ、ラ・ボアル、ブラン・シュル・オシオン、コルネ、ラ・ダグニエール、サン・マテュラン・シュル・ロワールの合併が発表された。コミューン・ヌーヴェルの役場所在地はサン・マテュラン・シュル・ロワールに固定される。
メーヌ＝エ＝ロワール県における自治体間連合の県概要により、2016年1月22日、自治体間連合県委員会は、ロワール＝オシオンの2017年1月1日からのアンジェ・ロワール・メトロポール都市共同体との統合検討を承認した。